# Carlos Surinach
Carlos Surinach (ur. 4 marca 1915 w Barcelonie, zm. 12 listopada 1997 w New Haven) – amerykański kompozytor i dyrygent pochodzenia hiszpańskiego.

## Życiorys
W latach 1936–1939 uczył się kompozycji, dyrygentury i gry na fortepianie u Enrica Morery w konserwatorium w Barcelonie. Od 1939 do 1943 roku przebywał w Niemczech, gdzie m.in. był uczniem Maxa Trappa w Berlinie. Po powrocie do Barcelony działał jako dyrygent. W 1951 roku osiadł w Stanach Zjednoczonych, w 1959 roku uzyskał obywatelstwo amerykańskie. Został odznaczony Orderem Izabeli Katolickiej (1972).
Tworzył w stylistyce neoklasycznej, z licznymi nawiązaniami do hiszpańskiego folkloru muzycznego. Zasłynął przede wszystkim jako twórca muzyki baletowej, współpracował z takimi choreografami jak Martha Graham i Paul Taylor.

## Wybrane kompozycje
(na podstawie materiałów źródłowych)

### Utwory orkiestrowe
- 3 symfonie (I „Passacaglia-Symphony” 1945, II 1950, III „Sinfonía chica” 1957)
- Sinfonietta flamenca (1953)
- uwertura Feria mágica (1956)
- Koncert na orkiestrę (1959)
- Wariacje symfoniczne (1962)
- uwertura Drama Jondo (1964)
- Melorhythmic Dramas (1966)
- uwertura Las trompetas de los serafines (1973)
- Koncert fortepianowy (1973)
- Koncert na harfę i orkiestrę (1978)
- Koncert na orkiestrę smyczkową (1978)
- Koncert skrzypcowy (1980)
- Koncert na flet, kontrabas i orkiestrę kameralną (1988)
- Symphonic Melismas (1993)

### Utwory wokalno-instrumentalne
- Cantata of St. John na chór i perkusję (1963)
- The Missions of S. Antonio na chór męski i orkiestrę (1969)
- Celebraciones medievales na chór i zespół instrumentów (1977)

### Opera
- El Mozo que casó con mujer brava (wyst. Barcelona 1948)

### Balety
- Monte Carlo (1945)
- Ritmo jondo (1953)
- Embattled Garden (1958)
- Acrobats of God (1960)
- David and Bathsheba (1960)
- Apasionada (1962)
- Los renegados (1965)
- Venta quemada (1966)
- Agathe’s Tale (1967)
- Suite española (1970)
- Chronique (1974)
- The Owl and the Pussycat (1978)
- Blood Wedding (1979)